# Мокрушина, Фаина Фёдоровна
Фаина Фёдоровна Мокрушина (род. 08.11.1946) — доярка совхоза «Можгинский» Можгинского района Удмуртской АССР, полный кавалер ордена Трудовой Славы (1986).

## Биография
Родилась 8 августа 1946 года в деревне Князево Можгинского района Удмуртской АССР (ныне – Удмуртской Республики) в крестьянской семье. Русская. 
В 1964 году переехала в город Можга. Вышла замуж. Много лет работала дояркой совхоза «Можгинский» Можгинского района. 
Ее трудовая книжка исписана не переходами с работы на работу, а наградами, а их у нее очень много...  Фаина Федоровна добивалась высоких производственных показателей не только по району, но и в республике, надаивала до 5 000 л молока, что в 2-3 раза больше, чем по району, за что неоднократно награждалась Почётными грамотами и правительственными наградами. Фаина Федоровна была неоднократной победительницей Социалистических соревнований, участницей и победительницей Выставки достижений народного хозяйства (ВДНХ) СССР, имеет три бронзовые и две серебряные медали за достигнутые успехи в развитии народного хозяйства СССР.
Указом Президиума Верховного Совета СССР от 14 февраля 1975  годанаграждена орденами Трудовой Славы 3-й степени. 
Указом Президиума Верховного Совета СССР от 23 декабря 1976  года награждена орденами Трудовой Славы 2-й степени. 
Указом Президиума Верховного Совета СССР от 5 декабря 1985 года за успехи, достигнутые во Всесоюзном социалистическом соревновании, увеличении производства продуктов животноводства в зимний период 1984/85 года, Мокрушина Фаина Фёдоровна награждена орденом Трудовой Славы 1-й степени. Стала полным кавалером ордена Трудовой Славы. 
В связи с производственной необходимостью была переведена бригадиром животноводства. На этой должности также проявила свои лучшие качества, а именно: организаторские способности, требовательность и аккуратность. По состоянию здоровья с 1989 года была переведена кладовщиком зерносклада бригады № 3. На этой должности также проявила себя с хорошей стороны. Где бы не работала Фаина Федоровна, ей всегда были присущи такие качества: добросовестность, честность, порядочность, дисциплинированность, ответственность, забота о делах хозяйства и забота, работающих вместе с ней людях.
Многим, из молодого поколения, пришлось столкнуться с Фаиной Федоровной по работе, и все подчеркивают, что эта женщина разносторонне грамотная в любой отрасли сельского хозяйства.
Избиралась депутатом Верховного Совета Удмуртской АССР. 
Вдова, имеет трех дочерей. Является внимательной матерью и заботливой бабушкой, и прабабушкой. У Фаины Федоровны пятеро внуков и четверо правнуков.
Живет в городе Можга. 
Почётный гражданин Можгинского района (28.04.2010). 

## Награды
Награждена орденами  Трудовой Славы 1-й, 2-й, 3-й степеней:
3 ст. 04.03.1976 № 321649
2 ст. 17.03.1981 № 11215
1 ст. 23.05.1986 № 269
- медалями, в том числе серебряными и бронзовыми медалями ВДНХ СССР, знаками «Ударник пятилетки», «Победитель социалистического соревнования»»[1].